# Ramon Maria Pons i Vidal
Ramon Maria Pons i Vidal (Sabadell, 12 de novembre de 1941) és un antic jugador d'hoquei sobre patins català de les dècades de 1960 i 1970.

## Trajectòria
Començà jugat d'extrem a l'infantil del CE Sabadell, fins que un dia substituí un company a la porteria, posició que mai més abandonà. A continuació jugà al CF Arrahona, també de Sabadell, una temporada al Cerdanyola CH, fins que el 1962 fou fitxat pel RCD Espanyol. Al conjunt blanc-i-blau jugà durant quatre temporades, a les que seguiren tres temporades al CP Vilanova on guanyà una Copa d'Espanya, una temporada a l'Igualada HC i set temporades defensant els colors del FC Barcelona, on guanyà dues copes d'Europa, dues lligues i dues copes. En total foren 17 anys al màxim nivell fins a la seva retirada el 1977. El seu substitut al Barça fou Carles Trullols.
Fou 34 cops internacional amb Espanya entre 1965 i 1968.

## Palmarès
CP Vilanova
- Copa d'Espanya:
  - 1968

FC Barcelona
- Copa d'Europa:
  - 1972-73, 1973-74
- Lliga d'Espanya:
  - 1973-74, 1976-77
- Copa d'Espanya:
  - 1972, 1975